# Senadole
Senadole este o localitate din comuna Divača, Slovenia, cu o populație de 64 de locuitori.